# 1st
1st – pierwszy minialbum fińskiej grupy The Rasmus wydany w 1995 w Finlandii.

## Lista utworów
1. „Frog” – 2:32
2. „Funky Jam” – 2:11
3. „Myself” – 3:53
4. „Rakkauslaulu” – 3:35